# Красный лес (Кубань)
Красный лес — государственный природный заказник, пойменный лес на правом берегу Кубани, в 56 км западнее Краснодара. Площадь 4750 га. Красный лес в древности был связан с горными лесами Кавказа, спустившимися уже в историческую эпоху по долине Кубани, в прошлом равнинные леса простирались по пойме реки широкой полосой вплоть до устья. Основные породы — дуб, ясень, клён, граб, тополь, груша, яблоня, в подлеске — кизил, боярышник, калина, шиповник.
Заповедно-охотничье хозяйство расположено между станицей Марьянской и Раздерским узлом (Красноармейский район).
На полянах — степные, луговые и лесные виды трав. Вдоль реки тянутся заросли вербейника.
В лесу обитают благородные европейские олени, сибирские косули, дикие кабаны, лисицы, куницы, зайцы. Много птиц. Нет промысловой охоты, только профилактическая, чтобы держать численность популяций на нужном уровне. Отстреливают больных и старых животных. Запрещены выпас скота, различная хозяйственная деятельность, сбор грибов и ягод, заготовка дров.